# Dallas megye (Arkansas)
Dallas megye az Amerikai Egyesült Államokban, azon belül Arkansas államban található. Megyeszékhelye és legnagyobb városa Fordyce. Lakosainak száma 6482 fő (2020. április 1.). Dallas megye Grant, Cleveland, Calhoun, Ouachita, Clark és Hot Spring megyékkel határos.

## Népesség
A megye népességének változása:
| Lakosok száma | 8065 | 8067 | 7971 | 7933 | 7604 | 6482 |
|               | 2010 | 2011 | 2012 | 2013 | 2015 | 2020 |